# Смесена напитка
Смесените напитки е смес от различни продукти, обикновено напитки за консумация.
Смесените напитки се делят най-общо на алкохолни и безалкохолни, и на топли и студени.
- Алкохолните смесени напитки (коктейли) биват високоалкохолни и нискоалкохолни. Създават се на основата на известни марки вина, вермути, ромове, уиски, ликьори и дори бира.
- Безалкохолните биват млечни, плодови и зеленчукови.
- Топли смесени напитки са например пунш, грог, ирландско кафе.
- Студените съдържат лед или сладолед; например фрапе.

Други типични съставки за смесени напитки са цели плодове, мед, сосове или кремове, подправки. Някои видове като флип съдържат сурово яйце. В зависимост от съставките, смесените напитки имат различни предназначения: да тонизират или да отпускат, да възбуждат апетита (аперитиви) или да служат за приятен финал на храненето.
В повечето случаи съотношенията на продуктите в рецептата за смесена напитка трябва стриктно да се спазват. Ако не са дадени изрични указания, редът на смесването им е без значение. За приготвянето им се използват смесителни (барови) чаши, шейкъри и специални лъжици. На коктейлите обикновено се дават екзотични имена и се придава привлекателен вид с украшения като чадърчета, резенчета лимон, портокал или други плодове. Някои коктейли се поднасят фламбирани, т.е. съдържащото се най-отгоре им малко количество високопроцентов алкохол се запалва преди консумация.
Сред най-известните коктейли са Блъди Мери, Дайкири, Ег-ног, Космополитън, Куба Либре, Маргарита, Мартини, Мохито, Пиня колада, Ръсти нейл.